# 일리야 침발라리
일리야 블라디미로비치 침발라리(러시아어: Илья́ Влади́мирович Цымбала́рь, 1969년 6월 17일 ~ 2013년 12월 28일)는 러시아의 은퇴한 축구 선수이자 지도자로, 선수 시절 포지션은 윙어이다. 침발라르는 지난 유로 96 대회에서 이탈리아를 상대로 득점을 기록했었다.
그는 2013년 12월 28일, 우크라이나의 오데사에서 심장 질환으로 세상을 떠나고 말았다.

## 수상
개인
- 1995년 러시아 프리미어리그 올해의 선수상 (Sport-Express)
- 1995년 러시아 프리미어리그 올해의 선수상 (Futbol)